# Junkers R 42
Junkers R 42 - samolot wojskowy wytwarzany w Szwecji, w zakładach AB Flygindustri - filii Junkersa.

## Historia
Junkers R 42 był przeróbką modelu Junkers G 24 na cele wojskowe z przeznaczeniem na eksport do ZSRR. Służył tam jako bombowiec, ale także do transportu osób i towarów. W ZSRR nosił oznaczenie JuG 1. Pokrewnym modelem był Junkers K 30.
Z powodów politycznych maszyny nie mogły być wytwarzane bezpośrednio w fabryce Junkersa w Dessau i eksportowane do ZSRR, tylko w szwedzkiej filii przedsiębiorstwa. Zaś kompletny montaż następował w Moskwie, w radzieckich zakładach Junkersa. Dodatkowo uzbrojenie zakupywano w Holandii i wysyłano bezpośrednio do ZSRR.